# Dwutygodnik

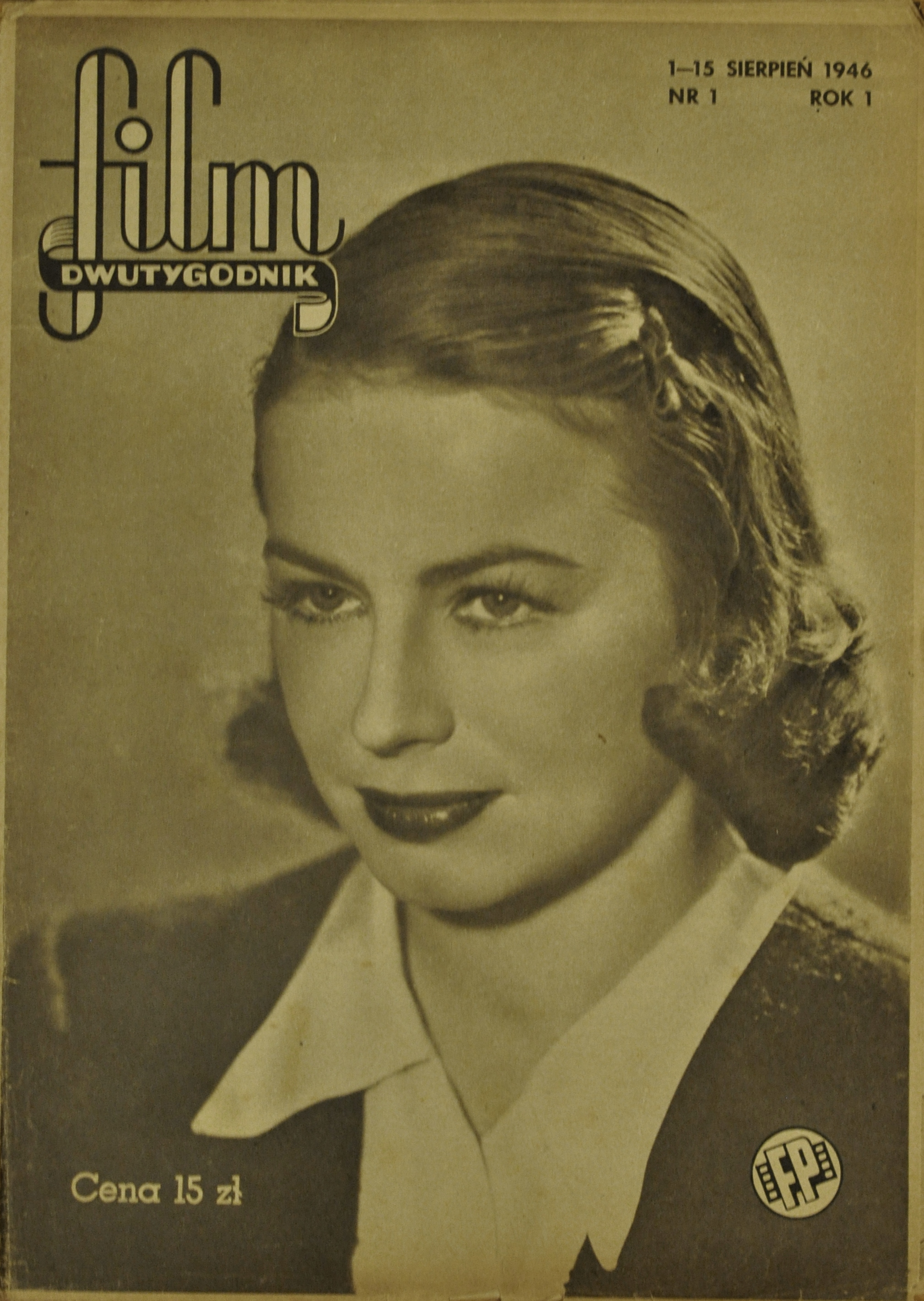
Okładka dwutygodnika Film, na zdjęciu Danuta Szaflarska

Dwutygodnik – czasopismo, które ukazuje się regularnie w odstępie dwóch tygodni, zazwyczaj dwa razy w miesiącu.
W odróżnieniu od tygodników liczba wychodzących dwutygodników jest raczej niska.
Przeważnie dwutygodniki poświęcone są jakiejś konkretnej problematyce, np. sztuce, nauce, technice, turystyce, grom komputerowym, a także konkretnym regionom geograficznym oraz problematyce politycznej i społecznej, co przybliża je do formy miesięczników.